# デル・ソニー・ウェスト
ソニー・ウェスト (Sonny West) としても知られる、デル・"ソニー"・ウェスト（Del "Sonny" West、本名：デルバート・ウェスト、Delbert West、1938年7月5日 - 2017年5月24日）は、エルヴィス・プレスリーのボディガードを長く務めたことで知られる、アメリカ合衆国の俳優。

## エルヴィス・プレスリーのボディガード
ウェストの従兄弟にあたるロバート・ジーン・"レッド"・ウェスト (Robert Gene "Red" West) は、プレスリーと高校の同級生で、プレスリーの成功とともにおもに運転手としてプレスリーの身近で働くようになっていた。パーティーでレッドからプレスリーに紹介されたのをきっかけに、ウェストはプレスリーに雇われることとなり、メンフィス・マフィア (Memphis Mafia) と通称されたプレスリーの取り巻きのひとりとなった。ボディガードの中心としてプレスリーの身近にいることが多く、1972年にプレスリーが当時のニクソン大統領に会見した際にも、プレスリーに呼び寄せられ、ジェリー・シリング (Jerry Schilling) とともにこの会見に同席した。
プレスリーが空手に入れ込んでいたことから、ボディーガードたちも空手を習っており、ウェストは空手をしている時はプレスリーから「イーグル (Eagle)」と呼ばれていた。プレスリーの依頼で指導に当たったビル・ウォーレス (Bill Wallace) は、後に、ボディガードたちの中ではレッド・ウェストは比較的真剣に空手に取り組んでいたが、他はそうでもなかったと、スパーリングの経験を踏まえて回想している。
1971年にウェストが結婚した際には、結婚式でプレスリーが花婿付き添いを務め、通常は未婚女性の役割である花嫁付き添いをプレスリーの妻プリシラが務めた。
ウェストを含む、おもだったボディガードたちは、プレスリーの死の前年である1976年7月13日に、プレスリーの父ヴァーノンによって解雇された。レッド・ウェストとソニー・ウェストは、同様に解雇されたデイヴ・ヘブラー (Dave Hebler) とともに、『ニューヨーク・ポスト』紙の記者スティーヴ・ダンリーヴィー (Steve Dunleavy) のインタビューに応じ、その内容をまとめた、プレスリーの薬物使用などに言及した内容の暴露本『Elvis: What Happened』が、プレスリーの死の直前に出版され、プレスリーの死後に広く読まれることになった。大きな反響とともに、ウェストたちは、プレスリーのファンたちからの批判の矢面に立たされた。後にウェストは、この本について、ファンを喜ばすために本を作ったわけではなく、まだ存命であったプレスリーの健康を危惧して実態を公表したのだと述べた。
ウェストは2007年に、ジャーナリストであるマーシャル・テリル (Marshall Terrill) の助力を得て、プレスリーについての本『Elvis: Still Taking Care of Business』を出した。

## 映画出演など
ウェストは、プレスリーが長期映画契約のために長くカリフォルニア州に滞在していた1960年代に、ハリウッド映画に俳優として出演することがあった。俳優としてのウェストは、プレスリーの主演映画に端役で出演したほか、数本の映画に出演し、スタントもこなした。また、後には、プレスリーの身近にいた人物として、ドキュメンタリー映画やテレビ番組などに証言者として登場している。

### おもな出演作品
- 恋のKOパンチ  (Kid Galahad) 1962年 - プレスリー主演映画
- The Navy vs. the Night Monsters  1966年
- The Hellcats  1968年
- ステイ・アウェイ・ジョー (Stay Away, Joe) 1968年 - プレスリー主演映画
- Bigfoot  1970年

### おもなドキュメンタリーへの登場
- エルビス・オン・ステージ (Elvis: That's the Way It Is) 1970年
- エルビス・オン・ツアー (Elvis on Tour) 1972年
- エルビス・プレスリー 家族が語る素顔 (Elvis by the Presleys)  2005年